# Domoticz
Domoticz és una plataforma o entorn de programari lliure i de codi obert amb l'objectiu d'implementar un sistema de control domèstic d'internet de les coses. Domoticz es pot emprar en sistemes Raspberry Pi, Windows, Linux, Mac OS X i sistemes encrustats (embedded).

## Propietats
- Domoticz pot configurar, controlar i monitorar dispositius com llums (llumeneres), interruptors (actuadors diversos), sensors (temperatura, humitat, fum…), comandaments remots i comptadors d'energia.
- La interfície d'usuari és un navegador web tipus HTML5. La lògica és compatible amb tots els fabricants.
- Domoticz està escrit en llenguatge C++ i implementa un servidor web propi. La programació visual utilitza la boblioteca de JavaScript anomenada Blockly i el llenguatge Lua. El tipus de llicència és GPLv3.
- Versió 4.97 (juny 2018) : noves funcionalitats[5]

## Maquinari compatible
A octubre del 2017 :
RF 433Mhz - RFXCOM RFXtrx433, RF Z-Wave - Razberry Z-Way, RF Z-Wave – OpenZWave, Aeon ZStick, P1 Smart Meter (serial), YouLess Energy Meter, TE923 Weather Station, • Davis Vantage Weather Station, Eco Devices, Rego 6XX (serial), Voltcraft CO-20 Air Quality meter, 1-Wire (OWFS), Philips Hue, AppLamp/Limitless • Forecast.io • Weather Underground • GPIO • ICY Thermostat (Essent) • Logitech Harmoney Hub • Meteostick • Mochad • Opentherm Gateway • Teleinfo • Toon Thermostat • BMP085 I2C Temp+Baro sensor, Weather Underground, PiFace Raspberry Pi IO Expansion board, S0 Pulse Meter 2 • EnOcean (At the moment only with Protocol version2, FAM-USB stick) • SolarEdge single phase inverters with TCP (aka SE5000) • SBFSport (SMASpot) (SMA inverter over bluetooth or Speedwire) • Meteostick